# Zombrus bimaculatus
Zombrus bimaculatus är en stekelart som beskrevs av Szepligeti 1914. Zombrus bimaculatus ingår i släktet Zombrus och familjen bracksteklar. Inga underarter finns listade i Catalogue of Life.